# Arturo Franco Taboada
Arturo Franco Taboada (La Coruña), es un arquitecto español. 

## Biografía
Obtiene el título de arquitecto en la Escuela Técnica Superior de Arquitectura de Madrid. Es Doctor arquitecto por la Universidad de Santiago de Compostela por su tesis cum laude "La Evolución de los Espacios públicos europeos".

## Práctica profesional
Como arquitecto ha conseguido entre otros el Premio Internacional Puente de Alcántara por su obra del Centro de Control de Túneles de Piedrafita del Cebrero , y el X Premio COAG de Arquitectura en 2002. Primer premio del concurso del Ayuntamiento de La Coruña por la obra de la Casa-Museo de la heroína María Pita. Mención honorífica del VI Premio Julio Galán Carvajal del año 2003 por la obra Refugio en Redes, La Coruña. finalista en los Premios Aplus de arquitectura por el edificio para las nuevas oficinas de Ministerio de Fomento de La Coruña, en la categoría de Edificios para el trabajo.

## Práctica docente
En la actualidad es Profesor Titular de Universidad de la asignatura Análisis de Formas Arquitectónicas de la Escuela Técnica Superior de Arquitectura de La Coruña. Ha sido invitado a dar conferencias e impartir cursos en otras universidades de ámbito internacional: Universidad Luterana de Brasil (Manaus, Brasil); Pontificia Universidad Católica Madre y Maestra (Santiago de los Caballeros, República Dominicana); Bremen, Hamburgo, Buxtehude y Kiel (Alemania).

## Publicaciones
Fue finalista del Premio Planeta en 1993 con su primera novela "El Legado del Obispo Nigromante". Es autor además de "Los Orígenes de Compostela" y "La Catedral del Fin del Mundo", de la Editorial Antilia SL.  También es autor de títulos como "Voces de la ciudad" (Edicios do Castro), o "Fragmentos renacentistas - Teatro Urbano. Dos ensayos gráficos" (Universidad de La Coruña). Ha realizado numerosos artículos para revistas especializadas, prensa, y relatos entre los que destaca "Kemal Bazin, el peregrino", publicada por Lobo Sapiens "Allá en el noroeste…". Colaborador de ABC (periódico) y de diversos periódicos nacionales.